# J'aimerais tellement
«J'aimerais tellement» es una canción salida en el 2009 de la cantautora francesa Jena Lee. Perteneciente a los géneros emo y R&B, es también el primer sencillo de su álbum Vous remercier. Logró convertirse en la canción número uno en las listas de ventas francesa, aunque no fue reproducida mucho por las radios locales.

## Composición y vídeo musical
Hubo cerca de diez versiones de la canción antes de ser grabada y presentada como sencillo. El vídeo musical fue hecho en forma de anime por Benjamín Zhang Bin, un artista chino que produce manga parecido a marcas de agua fotográficas.

## Recepción
Antes de la salida a la venta del sencillo, el video musical había sido visto por cerca de cuatro millones de personas en YouTube y en su blog oficial la cantante ya contaba con más de 50 000 fanes.
Al hablar acerca del éxito de su canción, Jena Lee dijo sentirse sorprendida, pues nunca tuvo gran apoyo por parte de las radios y también dijo sentirse muy honrada de que al público le hubiera gustado Debido a su gran popularidad, la canción y el video musical fueron incluidos en la famosa compilación NRJ Music Awards 2010.
En la semana de octubre del 2009, "J'aimerais tellemente" debutó directamente en el número uno en las listas de ventas francesas con 5.361 unidades vendidas y en la novena semana consecutiva en primer lugar logró vender 7.303 unidades. La canción se mantuvo en el primer lugar por once semanas. También alcanzó el primer lugar en las listas de descargas francesas, esto en la semana del 1 de noviembre de 2009, con  10.315 descargas y alcanzó 13.6373 en la semana del 15 de noviembre. Se mantuvo como la canción más descargada por tres semanas.
También alcanzó un éxito razonable en Bélgica, donde permaneció en el Top 40 por ocho semanas y alcanzó el puesto 25 en ventas.

## Listas de ventas

### Posición tope
| Listas de ventas (2009)            | Posición tope |
| ---------------------------------- | ------------- |
| Lista de sencillos en Bélgica      | 25            |
| Lista de reproducciones en Bélgica | 23            |
| Eurochart Hot 100 Singles          | 5             |
| Lista de descargas en Francia      | 1             |
| Lista de sencillos en Francia      | 1             |
| Lista de sencillos en Suiza        | 50            |

### Ventas y reconocimientos
| País    | Proveedor | Reconocimiento | Ventas   |
| ------- | --------- | -------------- | -------- |
| Francia | SNEP      | Oro            | 150 000+ |

### Listas de ventas de finales de año
| Lista de ventas de finales de año (2009) | Posición |
| ---------------------------------------- | -------- |
| Eurochart Hot 100                        | 57       |
| Lista de descargas en Francia            | 7        |
| Lista de sencillos en Francia            | 6        |